# アラレちゃんのクリスマス
『アラレちゃんのクリスマス』は、小山茉美、内海賢二のクリスマスソングのカバーシングル。1981年発売。

## 概要
フジテレビおよび系列各局で放送されたテレビアニメ『Dr.スランプ アラレちゃん』の挿入歌として使われ、則巻アラレ役の小山茉美と則巻千兵衛役の内海賢二によって歌われた。A面「ジングルベル」、カップリング曲には、同じく小山茉美、内海賢二が歌う「赤鼻のトナカイ」が収録されている。

## 収録曲
1. ジングルベル 
歌：小山茉美、内海賢二、こおろぎ'73
作詞：高田三九三、作曲：James Pierpont、編曲：小森昭宏
2. 赤鼻のトナカイ
歌：小山茉美、内海賢二、こおろぎ'73
作詞：新田宣夫、作曲：Johnny Marks、編曲：小森昭宏